# Коничек, Мирослав
Мирослав Коничек (чеш. Miroslav Koníček; род. 18 апреля 1936[…], Прага) — чехословацкий гребной рулевой, выступавший за сборную Чехословакии по академической гребле в конце 1950-х — середине 1960-х годов. Бронзовый призёр двух летних Олимпийских игр, обладатель серебряной и бронзовой медалей чемпионатов Европы, победитель и призёр первенств национального значения.

## Биография
Мирослав Коничек родился 18 апреля 1936 года в Праге.
Впервые заявил о себе в академической гребле на международном уровне в сезоне 1959 года, когда в качестве рулевого вошёл в состав чехословацкой национальной сборной и выступил на чемпионате Европы в Маконе, где в восьмёрках выиграл серебряную медаль, пропустив вперёд только экипаж из Восточной Германии.
Благодаря череде удачных выступлений удостоился права защищать честь страны на летних Олимпийских играх 1960 года в Риме. В составе экипажа-восьмёрки, куда также вошли гребцы Богумил Яноушек, Ян Йиндра, Станислав Луск, Вацлав Павкович, Йозеф Вентус, Ян Шведа, Иржи Лундак и Лудек Поезный, с первого места преодолел предварительный квалификационный этап, тогда как в решающем финальном заезде финишировал третьим позади команд из Германии и Канады — тем самым завоевал бронзовую олимпийскую медаль. Также отметился выступлением в распашных рулевых четвёрках, но попасть в число призёров не смог.
После римской Олимпиады Коничек остался действующим рулевым и продолжил принимать участие в крупнейших международных регатах. Так, в 1963 году он побывал на чемпионате Европы в Копенгагене, откуда привёз награду бронзового достоинства, выигранную в восьмёрках.
В 1964 году стартовал в восьмёрках на Олимпийских играх в Токио. Здесь совместно с такими гребцами как Петр Чермак, Ян Мрвик, Юлиус Точек, Иржи Лундак, Йозеф Вентус, Богумил Яноушек, Рихард Новый и Лудек Поезный, повторил успех четырёхлетней давности — вновь был лучшим на предварительном заезде, а в финале взял бронзу, уступив экипажам из США и Германии.